# Chas Mortimer
Charles Mortimer, més conegut com a Chas Mortimer   (Shere, 14 d'abril de 1949), és un antic pilot de motociclisme i instructor de pilots de motociclisme anglès. Va competir al campionat del món entre 1969 i 1979. És l'únic pilot que ha guanyat mai Grans Premis en les classes de 125cc, 250cc, 350cc, 500cc i 750cc.

## Carrera esportiva

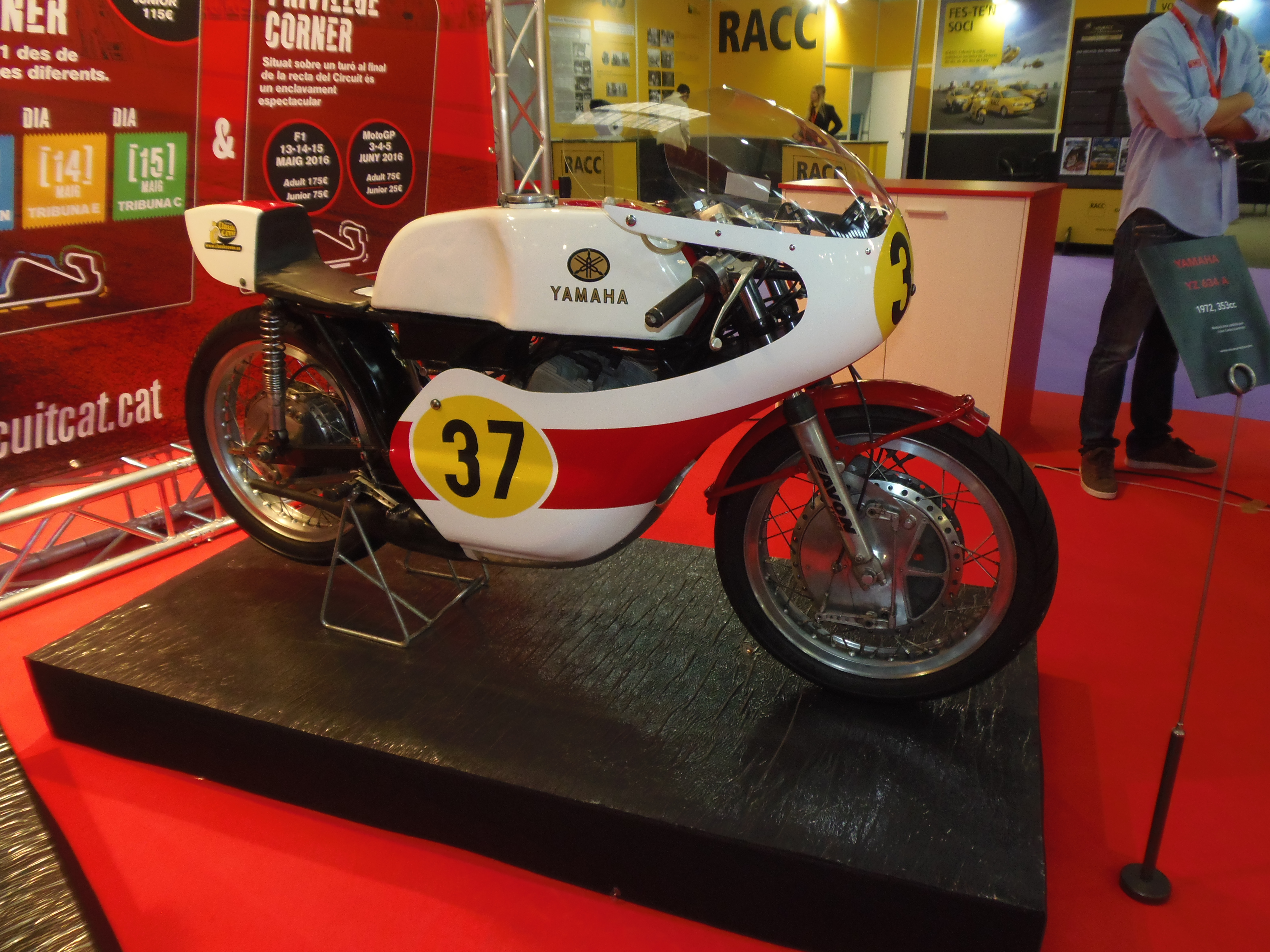
La Yamaha TD 353 amb què guanyà el GP d'Espanya de 1972

Nascut a Shere, Surrey, Mortimer és fill de Charles Mortimer Sr., antic pilot de motociclisme i propietari de la Charles Mortimer Race School, amb seu al circuit de Brands Hatch, Kent. Creada el 1963 per Mortimer i el preparador de motors Francis Beart, l'escola s'anomenava originalment Beart-Mortimer racing school, però l'associació entre tots dos es va acabar el 1965 a causa de les altres iniciatives empresarials de Beart. Des de 1966, l'escola desenvolupa la seva activitat també als circuits de Cadwell Park, Silverstone i Mallory Park.
Chas Mortimer va començar a córrer el 1965 amb la mateixa Greeves Silverstone que feia servir a l'escola de pilots. A 18 anys d'edat, el 1967, era un dels dos instructors de l'escola al costat de Paul Smart. Tots dos eren pilots competitius i corrien amb el patrocini de Charles Mortimer Sr. amb un ventall de motos format per una Greeves RDS 250, una Bultaco TSS 125 i una Aermacchi 350. Chas va competir la major part de la seva carrera com a privat amb motocicletes Yamaha. La victòria que va obtenir al Gran Premi d'Espanya de 500cc de 1972 amb una Yamaha fou la primera d'aquest fabricant japonès en aquella categoria. La seva millor temporada al campionat va ser la de 1973, quan va ser subcampió del món darrere de Kent Andersson al mundial de 125cc. Mortimer també va competir amb èxit al TT de l'illa de Man, on va acumular un total de vuit victòries al llarg de la seva carrera. El 1976 va guanyar el Macau Grand Prix (no puntuable per al mundial).
Durant la dècada del 1970, Mortimer va dirigir una escola de pilots i un negoci a Reading (Berkshire) d'importació peces de motocicleta. Des del 2013 regenta una empresa de transport especialitzada en el transport de motocicletes. El seu germà, Robin Mortimer, va protagonitzar una llarga carrera en els esports de motor. En morir el 2007 era gerent de RPM Motorsport i el seu fill, Alex, era pilot de curses d'automobilisme GT.

## Resultats al Mundial de motociclisme
Fonts:
Barem de puntuació de 1969 a 1987:
| Posició | 1  | 2  | 3  | 4 | 5 | 6 | 7 | 8 | 9 | 10 |
| Punts   | 15 | 12 | 10 | 8 | 6 | 5 | 4 | 3 | 2 | 1  |

(Ids. Grans Premis | Llegenda) (Curses en negreta indiquen pole; curses en  itàlica indiquen volta ràpida)
| Any  | Categoria | Equip  | 1      | 2      | 3      | 4      | 5      | 6     | 7      | 8      | 9      | 10     | 11     | 12      | 13    | Punts | Posició | Victòries |
| ---- | --------- | ------ | ------ | ------ | ------ | ------ | ------ | ----- | ------ | ------ | ------ | ------ | ------ | ------- | ----- | ----- | ------- | --------- |
| 1969 | 125cc     | Villa  | ESP -  | GER -  | FRA -  | IOM NC | NED -  | BEL - | DDR -  | CZE -  | FIN 6  |        | NAT -  | YUG -   |       | 5     | 32è     | 0         |
| 1969 | 250cc     | Yamaha | ESP -  | GER -  | FRA -  | IOM NC | NED -  | BEL - | DDR -  | CZE -  | FIN 9  | ULS 5  | NAT -  | YUG -   |       | 8     | 22è     | 0         |
| 1970 | 125cc     | Villa  | GER -  | FRA -  | YUG -  | IOM NC | NED -  | BEL 6 | DDR -  | CZE -  | FIN -  |        | NAT -  | ESP -   |       | 5     | 31è     | 0         |
| 1970 | 250cc     | Yamaha | GER 3  | FRA -  | YUG 7  | IOM 4  | NED -  | BEL 8 | DDR -  | CZE 6  | FIN -  | ULS -  | NAT -  | ESP -   |       | 30    | 6è      | 0         |
| 1970 | 350cc     | Yamaha | GER 3  |        | YUG 8  | IOM NC | NED -  |       | DDR -  | CZE 10 | FIN 10 | ULS -  | NAT -  | ESP -   |       | 15    | 15è     | 0         |
| 1971 | 125cc     | Yamaha | AUT -  | GER 7  | IOM 1  | NED 5  | BEL 5  | DDR - | CZE 7  | SWE -  | FIN 6  |        | NAT -  | ESP 2   |       | 48    | 5è      | 1         |
| 1971 | 250cc     | Yamaha | AUT -  | GER -  | IOM NC | NED 5  | BEL 5  | DDR 7 | CZE 4  | SWE -  | FIN 4  | ULS -  | NAT -  | ESP 3   |       | 42    | 8è      | 0         |
| 1972 | 125cc     | Yamaha | GER 2  | FRA 2  | AUT -  | NAT 2  | IOM 1  | YUG 2 | NED -  | BEL 2  | DDR 2  | CZE 2  | SWE 3  | FIN -   | ESP 2 | 87    | 3r      | 1         |
| 1972 | 250cc     | Yamaha | GER 7  | FRA -  | AUT 5  | NAT -  | IOM 14 | YUG - | NED -  | BEL -  | DDR -  | CZE -  | SWE -  | FIN -   | ESP 4 | 18    | 14è     | 0         |
| 1972 | 350cc     | Yamaha | GER -  | FRA -  | AUT -  | NAT -  | IOM NC | YUG - | NED -  |        | DDR -  | CZE -  | SWE -  | FIN -   | ESP - | 0     | -       | 0         |
| 1972 | 500cc     | Yamaha | GER -  | FRA -  | AUT -  | NAT -  | IOM -  | YUG 2 | NED 5  | BEL -  | DDR 5  | CZE -  | SWE 8  | FIN -   | ESP 1 | 42    | 6è      | 1         |
| 1973 | 125cc     | Yamaha | FRA -  | AUT -  | GER -  | NAT -  | IOM -  | YUG 2 | NED 3  | BEL 3  | CZE 2  | SWE 3  | FIN 5  | ESP 1   |       | 75    | 2n      | 1         |
| 1973 | 250cc     | Yamaha | FRA 7  | AUT 3  | GER -  |        | IOM -  | YUG 5 | NED 5  | BEL 7  | CZE -  | SWE 10 | FIN -  | ESP 3   |       | 40    | 6è      | 0         |
| 1973 | 500cc     | Yamaha | FRA -  | AUT -  | GER -  |        | IOM -  | YUG - | NED -  | BEL -  | CZE -  | SWE -  | FIN -  | ESP 4   |       | 8     | 24è     | 0         |
| 1974 | 250cc     | Yamaha |        | GER -  |        | NAT -  | IOM 3  | NED 6 | BEL -  | SWE 4  | FIN -  | CZE 8  | YUG 1  | ESP -   |       | 41    | 6è      | 1         |
| 1974 | 350cc     | Yamaha | FRA -  | GER -  | AUT 2  | NAT 5  | IOM NC | NED - |        | SWE 6  | FIN -  |        | YUG -  | ESP 5   |       | 29    | 5è      | 0         |
| 1974 | 500cc     | Yamaha | FRA 8  | GER -  | AUT -  | NAT -  | IOM NC | NED - | BEL -  | SWE -  | FIN -  | CZE 10 |        |         |       | 4     | 28è     | 0         |
| 1975 | 250cc     | Yamaha | FRA 7  | ESP 4  |        | GER -  | NAT -  | IOM 1 | NED -  | BEL 7  | SWE 10 | FIN -  | CZE 8  | YUG 2   |       | 46    | 6è      | 1         |
| 1975 | 350cc     | Yamaha | FRA -  | ESP -  | AUT -  | GER 7  | NAT 8  | IOM 2 | NED 9  |        |        | FIN -  | CZE -  | YUG 3   |       | 31    | 6è      | 0         |
| 1975 | 500cc     | Yamaha | FRA -  |        | AUT -  | GER -  | NAT -  | IOM 3 | NED -  | BEL -  | SWE -  | FIN 4  | CZE 6  |         |       | 23    | 11è     | 0         |
| 1976 | 250cc     | Yamaha | FRA 12 |        | NAT 4  | YUG 5  | IOM 3  | NED - | BEL -  | SWE 5  | FIN -  | CZE -  | GER 10 | ESP 12  |       | 31    | 7è      | 0         |
| 1976 | 350cc     | Yamaha | FRA -  | AUT 8  | NAT -  | YUG 2  | IOM 1  | NED 3 |        |        | FIN 4  | CZE 4  | GER -  | ESP Ret |       | 54    | 3r      | 1         |
| 1976 | 500cc     | Yamaha | FRA 13 | AUT -  | NAT -  |        | IOM NC | NED - | BEL 7  | SWE 3  | FIN -  | CZE 9  | GER 9  |         |       | 16    | 14è     | 0         |
| 1977 | 250cc     | Yamaha | VEN -  | GER -  | NAT -  | ESP -  | FRA -  | YUG - | NED -  | BEL 13 | SWE 6  | FIN 15 | CZE -  | GBR -   |       | 5     | 27è     | 0         |
| 1977 | 350cc     | Yamaha | VEN -  | GER -  | NAT 10 | ESP 14 | FRA -  | YUG - | NED 12 |        | SWE -  | FIN 12 | CZE -  | GBR -   |       | 1     | 36è     | 0         |
| 1978 | 250cc     | Yamaha | VEN -  | ESP 10 | FRA 7  | NAT -  | NED -  | BEL - | SWE 8  | FIN -  | GBR -  | GER 7  | CZE -  | YUG -   |       | 12    | 18è     | 0         |
| 1979 | 250cc     | Yamaha | VEN 9  | GER -  | NAT -  | ESP -  | YUG -  | NED - | BEL 2  | SWE -  | FIN -  | GBR -  | CZE -  | FRA -   |       | 14    | 13è     | 0         |
| 1984 | 250cc     | Yamaha | RSA 23 | NAT -  | ESP -  | AUT -  | GER -  | FRA - | YUG -  | NED -  | BEL -  | GBR -  | SWE -  | SM -    |       | 0     | -       | 0         |